# 28 octobre 1995
Le 28 octobre 1995 est le 301e jour de l'année 1995 du calendrier grégorien. Il s'agit d'un samedi. 

## Musique
- Enregistrement de la compilation Mix-Up Vol. 2, mixée par l'Américain Jeff Mills[1]

## Politique
- António Guterres est nommé Premier ministre du Portugal[2]. Il succède à Aníbal Cavaco Silva.

## Sport
- L'Équipe d'Australie de rugby à XIII remporte la finale de la Coupe du monde de rugby à XIII 1995 en battant l'équipe d'Équipe d'Angleterre par 16 points à 8, au Royaume-Uni[3].

## Télévision
- Début de la diffusion de la série d'animation américaine Dumb & Dumber[4]

## Astronomie
- Découverte de l’astéroïde (16719) Mizokami par Kin Endate et Kazuro Watanabe.

## Décès
- Julien Bertheau, acteur français[5]